# Martin Hansen (bokser)
 Der er flere personer med dette navn, se Martin Hansen.
Martin Hansen (født 17. juli 1925, død 18 juni 1999) var en dansk professionel bokser i mellemvægt. Martin Hansen var dansk statsborger, men var født i Liverpool, England, og havde tilnavnet ”The Liverpool Dane”.
Martin Hansen repræsenterede Danmark under Sommer-OL 1948 i London i mellemvægt. Han vandt sin første kamp i turneringen, da han slog nordmanden Evert Johansen ud i første omgang, men tabte i turneringens 2. runde på point til franskmanden Aime-Joseph Escudie.
Martin Hansen debuterede næste år som professionel bokser den 9. september 1949 i KB Hallen på Frederiksberg med en knockoutsejr i 3. omgang over franskmanden Rene Fresnayes. Han boksede i 1950 og i 1952 mod Christian Christensen om det danske mesterskab i weltervægt, henholdsvis mellemvægt, men tabte begge gange på point.
Martin Hansen boksede de fleste af sine kampe i Danmark, men i 1954 flyttede Martin Hansen basen til England, hvor han i 1957 fik en titelkamp om det britiske imperiemesterskab i mellemvægt med Pat McAteer, men tabte på point efter 15 omgange. Herefter vendte Martin Hansen tilbage til Danmark, hvor den unge boksepromotor Mogens Palle sammen med faderen Thorkild Palle var begyndt sin virksomhed. Ved Mogens Palles første boksestævne den 7. november 1957 boksede Martin Hansen hovedkamp over 10 omgange i KB-Hallen mod den tidligere belgiske mester Bob Stevens. Martin Hansen boksede herefter en række kampe i Danmark og England, men et nederlag i 1958 til skotten John "Cowboy" McCormack i en kvalifikationskamp til det britiske mesterskab i mellemvægt medførte at karrieren ikke bevægede sig, og efter yderligere et par kampe opgav Martin Hansen karrieren i 1959.
Martin Hansen opnåede 65 kampe og opnåede 42 sejre (12 før tid), 18 nederlag og 5 uafgjorte.